# Lancova vas
Lancova vas is een plaats in Slovenië en maakt deel uit van de gemeente Videm in de NUTS-3-regio Podravska.